# Épouse-moi mon pote
Épouse-moi mon pote (Preciso Casar Contigo Pá! (título em Portugal) ) é um filme francês do género comédia, realizado e escrito por Tarek Boudali, e protagonizado por Tarek Boudali, Philippe Lacheau, Charlotte Gabris, Julien Arruti, David Marsais e Andy Raconte. Estreou-se em França a 25 de outubro de 2017, e em Portugal a 4 de janeiro de 2018.

## Elenco
- Tarek Boudali como Yassine
- Philippe Lacheau como Fred
- Charlotte Gabris como Lisa
- Andy Raconte como Claire
- David Marsais como Stan
- Julien Arruti como cego
- Baya Belal como Ima
- Philippe Duquesne como Dussart
- Zinedine Soualem como pai de Yassine
- Doudou Masta como Daoud
- Yves Pignot como mãe
- Fatsah Bouyahmed como inspetor marroquino
- Ramzy Bédia como rapaz catariano
- Ricky Tribord como rapaz homossexual
- Sissi Duparc como funcionário municipal
- Nadia Kounda como Sana
- Pablo Beugnet como Antonio
- Brice Coutellier como Greg

## Produção
Inicialmente intitulado Mariage (blanc) pour tous, o filme foi realizado por Tarek Boudali, sendo o seu primeiro filme como realizador, e contou com a participação de Philippe Lacheau, Julien Arruti, Andy Raconte e Charlie Vincent.
As gravações iniciaram-se em julho de 2016 na Ilha de França. O filme também foi rodado em Chennevières-sur-Marne e Boulogne-Billancourt.

## Receção
Na bilheteira francesa, o filme arrecadou 21 530 000 €, tendo vendido 2 469 519 entradas. Na bilheteira portuguesa, o filme arrecadou 14 235,19 € com 2 668 espetadores, entre 4 e 10 de janeiro de 2018.